# Pseudantechinus ningbing
El falso antequino de Ningbing (Pseudantechinus ningbing) es una especie de marsupial dasiuromorfo de la familia Dasyuridae endémica de Australia.

## Distribución
Región de Kimberley en Australia Occidental.